# 661 Cloelia
661 Cloelia eller  1908 CL är en asteroid i huvudbältet, som upptäcktes 22 februari 1908 av den amerikanske astronomen Joel Hastings Metcalf i Taunton. Den är uppkallad efter romaren Cloelia.
Asteroiden har en diameter på ungefär 40 kilometer och tillhör asteroidgruppen Eos.